# Il sole (album)
Il sole è un album del cantante italiano Aleandro Baldi, pubblicato dall'etichetta discografica Ricordi nel 1992.

## Descrizione
L'album contiene il singolo Non amarmi, cantato in coppia con Francesca Alotta e vincitore della sezione Nuove Proposte del Festival di Sanremo nello stesso anno, e Perché, brano interpretato da Fausto Leali nella manifestazione e qui proposto dall'autore.

## Tracce
1. Il sole – 4:32
2. Ci vuole un attimo – 4:16
3. Un uomo che vola – 5:20
4. Non amarmi (feat. Francesca Alotta) – 4:45
5. Perché – 4:32
6. Sentimenti – 4:32
7. Da Napoli a New York – 4:42
8. Una canzone di bugie – 5:00

Durata totale: 37:39

## Formazione
- Aleandro Baldi - voce
- Carmelo Isgrò - basso
- Riccardo Galardini - chitarra acustica, mandolino
- Massimo Barbieri - programmazione
- Marco Falagiani - tastiera, pianoforte, fisarmonica
- Mario Manzani - chitarra elettrica
- Fabio Tricomi - ud, rebabb
- Paolo Bianchi - batteria
- Marco Ferrari - naj
- Maurizio Picchiò - santur
- Goffredo Orlandi - programmazione
- Laura Landi, Danilo Amerio, Francesca Balestracci, Massimo Rastrelli, Agostino Penna, Leonardo Abbate, Moreno Ferrara - cori

## Classifiche

### Classifiche settimanali
| Classifica (1992) | Posizione massima |
| ----------------- | ----------------- |
| Europa            | 67                |
| Italia            | 7                 |